# صلاح الدين السباعي
صلاح الدين السباعي (مواليد 21 أغسطس 1985 في سيدي قاسم) هو لاعب كرة قدم مغربي سابق.

## مهنة النادي
بدأ مسيرته مع فريق رويال شارلروا وتم إعارته لموسم 2004 - 2005 إلى رونز، وبعد خمس مباريات فقط مع الناي في نفس الموسم، قام النادي بإعارته مرة أخرى إلى نادي توبيز ووقع عقدًا لمدة عامين، وبعد 48 مباراة، سجل هدفًا واحدًا ثم عاد إلى شارلروا في أغسطس 2008.
وفي 24 يونيو 2009 تعاقد مع نادي نيم أولمبيك، وفي 27 يناير 2011 وقع مع نادي بلاكبول الإنجليزي على سبيل الإعارة حتى نهاية الموسم، لكنه لم يوفق مع النادي.

### الاندية
- 2004- 2005 : رونز بلجيكا (على سبيل الإعارة)
- 2005- 2007 : توبيز بلجيكا (على سبيل الإعارة)
- 2007- 2009 : شارلروا بلجيكا
- 2009- 2011 : نيم أولمبيك فرنسا
- 2011 : بلاكبول إف سي. إنجلترا
- 2012-2009 : نيم أولمبيك فرنسا
- منذ 2013 : الرجاء المغرب

## مهنة دولية
لعب في صفوف منتخب المغرب تحت 21 عاماً، ولعب أول مباراة دولية للمنتخب المغربي ضمن تصفيات كأس العالم 2010 ضد موريتانيا في 11 أكتوبر 2008.
| ت | تاريخ          | الخصم     | مكان   | نتيجة |
| - | -------------- | --------- | ------ | ----- |
| 1 | 11 أكتوبر 2008 | موريتانيا | الرباط | 1 - 4 |

## الحياة الشخصية
له شقيقان محترفان هما أمين وحاتم السباعي.

## روابط خارجية
- صلاح الدين السباعي على موقع الاتحاد الدولي (مؤرشف)  (الإنجليزية)
- صلاح الدين السباعي على موقع قاعدة بيانات كرة القدم.إي يو (الإنجليزية)
- صلاح الدين السباعي على موقع ناشيونال فوتبول تيمز (الإنجليزية)
- صلاح الدين السباعي على موقع Soccerbase.com (لاعب) (الإنجليزية)
- صلاح الدين السباعي على موقع Soccerway.com (الإنجليزية)
- صلاح الدين السباعي على موقع عالم كرة القدم.نت (الإنجليزية)
- صلاح الدين السباعي على موقع GSA (الإنجليزية)